# La Rébellion de Kautokeino
Pour plus de détails, voir Fiche technique et Distribution.
La Rébellion de Kautokeino (Kautokeino-opprøret) est un film norvégien réalisé par Nils Gaup, sorti en 2008.

## Synopsis
Le scénario évoque le soulèvement d'éleveurs de rennes sâmes læstadiens de Kautokeino en Norvège du lundi 8 novembre 1852 contre des notables, membres des autorités locales norvégiennes.

## Fiche technique
- Titre original : Kautokeino-opprøret
- Titre français : La Rébellion de Kautokeino
- Réalisation : Nils Gaup
- Scénario : Nils Gaup, Reidar Jönsson, Nils Isak Eira
- Pays d'origine : Norvège
- Format : Couleurs - 35 mm - 2,35:1 - Dolby Digital
- Genre : drame, historique
- Durée : 96 minutes
- Date de sortie : 2008

## Distribution
- Mikkel Gaup : Aslak Hætta
- Anni-Kristiina Juuso : Elen Skum
- Aslat Mahtte Gaup : Mathis Hætta
- Nils Peder Gaup : Mons Somby
- Mikael Persbrandt : Carl Johan Ruth
- Bjørn Sundquist : Niels Vibe Stockfleth
- Sverre Porsanger : assistant de Ruth
- Peter Andersson : Lars Johan Bucht
- Michael Nyqvist : Lars Levi Laestadius
- Jørgen Langhelle : Halmboe
- Nikolaj Coster-Waldau : évêque Juell
- Eirik Junge Eliassen : Søren von Krogh Zetlitz
- Göran Forsmark : Butikshandlaren
- Ole Nicklas Guttorm : petit Aslak
- Jovsset Heandrat : Lars Hætta

#### Contexte historique
- Suède-Norvège, Oscar Ier, Maison Bernadotte
- Politique assimilationiste de Norvégianisation

#### Culture traditionnelle sâme
- Laponie, Renniculture, Pastoralisme nomade
- Lavvu, Goahti, Joik, Mythologie sâme

#### Contexte religieux
- Luthéranisme, Lars Levi Læstadius, Læstadianisme (Sacerdoce universel), Christianisation des peuples scandinaves

#### Droit
- Rébellion

#### Droit international
- Anthropologie juridique, Coutume, Savoirs traditionnels
- Peuple autochtone, Droit des peuples autochtones (Déclaration des droits des peuples autochtones)
- Terra nullius, Doctrine de la découverte, Colonialisme, Colonisation, Décolonisation, Néo-colonialisme, Droit des peuples à disposer d'eux-mêmes

#### Études théoriques
- Études postcoloniales, Guerres de l'histoire